# Snowboard ai XXIII Giochi olimpici invernali
Le gare di snowboard ai XXIII Giochi olimpici invernali di Pyeongchang, in Corea del Sud, si sono svolte dal 10 al 24 febbraio 2018 al Bokwang Phoenix Park. Si sono svolte cinque competizioni maschili e altrettante femminili, nelle seguenti discipline: snowboard cross, halfpipe, slalom gigante parallelo, big air e slopestyle. La gara di slalom parallelo, che aveva fatto il suo debutto a Soči 2014, in questa edizione dei Giochi è stata sostituita dal big air.

## Calendario
| Uomini |  | Slopestyle |            |          | Halfpipe | Snowboard cross |                 |  |  |  |  |  |  |         | Big air Slalom gigante parallelo | 5  |
| Donne  |  |            | Slopestyle | Halfpipe |          |                 | Snowboard cross |  |  |  |  |  |  | Big air | Slalom gigante parallelo         | 5  |
| Totale |  | 1          | 1          | 1        | 1        | 1               | 1               |  |  |  |  |  |  | 1       | 3                                | 10 |

## Podi

### Uomini
| Evento                              | Oro               | Punti           | Argento        | Punti         | Bronzo           | Punti            |
| Slopestyle (dettagli)               | Redmond Gerard    | 87,16 pt.       | Maxence Parrot | 86,00 pt.     | Mark McMorris    | 85,20 pt.        |
| Halfpipe (dettagli)                 | Shaun White       | 97,75 pt.       | Ayumu Hirano   | 95,25 pt.     | Scotty James     | 92,00 pt.        |
| Big air (dettagli)                  | Sébastien Toutant | 174,25 pt.      | Kyle Mack      | 168,75 pt.    | Billy Morgan     | 168,00 pt.       |
| Snowboard cross (dettagli)          | Pierre Vaultier   | Pierre Vaultier | Jarryd Hughes  | Jarryd Hughes | Regino Hernández | Regino Hernández |
| Slalom gigante parallelo (dettagli) | Nevin Galmarini   | Nevin Galmarini | Lee Sang-ho    | Lee Sang-ho   | Žan Košir        | Žan Košir        |

### Donne
| Evento                              | Oro            | Punti          | Argento                         | Punti                           | Bronzo                     | Punti                      |
| Slopestyle (dettagli)               | Jamie Anderson | 83,00 pt.      | Laurie Blouin                   | 76,33 pt.                       | Enni Rukajärvi             | 75,38 pt.                  |
| Halfpipe (dettagli)                 | Chloe Kim      | 98,25 pt.      | Liu Jiayu                       | 89,75 pt.                       | Arielle Gold               | 85,75 pt.                  |
| Big air (dettagli)                  | Anna Gasser    | 185,00 pt.     | Jamie Anderson                  | 177,25 pt.                      | Zoi Sadowski-Synnott       | 157,50 pt.                 |
| Snowboard cross (dettagli)          | Michela Moioli | Michela Moioli | Julia Pereira de Sousa-Mabileau | Julia Pereira de Sousa-Mabileau | Eva Samková                | Eva Samková                |
| Slalom gigante parallelo (dettagli) | Ester Ledecká  | Ester Ledecká  | Selina Jörg                     | Selina Jörg                     | Ramona Theresia Hofmeister | Ramona Theresia Hofmeister |

## Medagliere
| Pos.   | Paese         | Oro | Argento | Bronzo | Totale |
| ------ | ------------- | --- | ------- | ------ | ------ |
| 1      | Stati Uniti   | 4   | 2       | 1      | 7      |
| 2      | Canada        | 1   | 2       | 1      | 4      |
| 3      | Francia       | 1   | 1       | 0      | 2      |
| 4      | Rep. Ceca     | 1   | 0       | 1      | 2      |
| 5      | Austria       | 1   | 0       | 0      | 1      |
| 5      | Italia        | 1   | 0       | 0      | 1      |
| 5      | Svizzera      | 1   | 0       | 0      | 1      |
| 8      | Australia     | 0   | 1       | 1      | 2      |
| 8      | Germania      | 0   | 1       | 1      | 2      |
| 10     | Cina          | 0   | 1       | 0      | 1      |
| 10     | Corea del Sud | 0   | 1       | 0      | 1      |
| 10     | Giappone      | 0   | 1       | 0      | 1      |
| 13     | Finlandia     | 0   | 0       | 1      | 1      |
| 13     | Gran Bretagna | 0   | 0       | 1      | 1      |
| 13     | Nuova Zelanda | 0   | 0       | 1      | 1      |
| 13     | Slovenia      | 0   | 0       | 1      | 1      |
| 13     | Spagna        | 0   | 0       | 1      | 1      |
| Totale | Totale        | 10  | 10      | 10     | 30     |